# Dimitrios Matteopulos
Dimitrios Matteopulos (gr. Δημήτριος Ματθαιόπουλος, ur. 1861 w Pireusie, zm. w grudniu 1923) – andistratigos Wojska Greckiego, dowódca najpierw 5, a później 8 Dywizji Piechoty, a następnie Wojskowej Szkoły Podchorążych, uczestnik wojny grecko-tureckiej w 1897 roku oraz obu wojen bałkańskich.
Dimitrios Matteopulos urodził się w roku 1861 w greckim portowym mieście Pireus. 24 marca 1881 roku ukończył studia w Wojskowej Szkole Podchorążych uzyskując stopień antipolochagosa. Wstąpił do wojsk inżynieryjnych. Po studiach rozpoczął pracę jako wykładowca na uczelni i opublikował kilka prac naukowych z dziedziny inżynierii wojskowej. Pierwszymi działaniami zbrojnymi w jakich brał udział była wojna grecko-turecka, która wybuchła w 1897 roku.
W związku z przygotowaniami do wojny, w latach 1911–1912 kierował budową umocnień wokół miasta Larissa w Tesalii, a gdy ogłoszono w roku 1912 mobilizację powierzono mu dowodzenie nowo sformowanej ze zmobilizowanych rezerwistów 5 Dywizji Piechoty nadając mu stopień sintagmatarchisa (w wojsku polskim odpowiada on pułkownikowi). Stojąc czele wspomnianej wyżej jednostki